# 镇海村

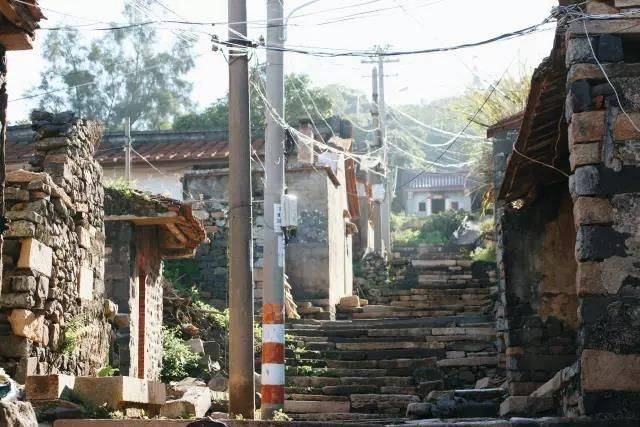

镇海村是中华人民共和国福建省漳州市龙海区隆教乡下辖的一个村。
镇海卫城为一处明代卫城，始建于明洪武二十年（1387年）。2005年5月11日，镇海卫城墙列入第六批福建省文物保护单位。2013年5月，镇海卫列入全国重点文物保护单位。
2023年3月19日，镇海村公布为第六批中国传统村落。